# Sempervivum sosnowskyi
Sempervivum sosnowskyi és una espècie de planta amb flors de la família de les crassulàcies (Crassulaceae) del gènere Sempervivum.

## Descripció
Sempervivum sosnowskyi creix com una planta de roseta esvelta i allargada amb un diàmetre de 10 a 12 cm (poques vegades fins a 15 cm). Les fulles són allargades i espatulades, curtes i gradualment afilades al terç superior, són glabres i breument ciliades. La punta és vermellosa. La fulla té de 60 a 80 mm de llarg i de 15 a 25 mm d'amplada.
Les tiges florals amb fulles denses i amb prou feines pubescents arriba a una llargada de 30 a 40 cm i un diàmetre de 15 mm. Té fulles en forma de llengua que tenen forma de cor a la base i són una mica més llargues i amples que les de la roseta. La inflorescència compacta i uniformement encavallada consta d'espirals bifurcades i, generalment, diverses espirals axil·lars petites. Les flors de tija curta i de 14 a 16 flors tenen un diàmetre de 3 a 3,5 cm. Els seus pètals són roms i allargats en forma d'ou, nus per dins, són vermellosos a les puntes. Els sèpals són lineal-lanceolats de color groc verdós, tenen una franja verda al mig i són liles a la base. Els estams són de color lila, les anteres glabres són grogues. Els nectaris són allargats transversalment.

## Distribució i hàbitat
Sempervivum sosnowskyi és natiu al nord-est de Turquia fins al Transcaucas. És una planta perenne suculenta i creix principalment al bioma temperat.

## Taxonomia
Sempervivum sosnowskyi va ser descrita per Ter.-Chatsch. i publicat a Zametki po Sistematike i Geografii Rastenii 13: 17, a l'any 1947.
Etimologia
Sempervivum: nom compost per a dues paraules llatines Semper ("sempre") i vivus ("vivent"). Són Sempervivum a causa de ser plantes perennes que mantenen les fulles a l'hivern, i ser força resistents a condicions dificultoses de creixement.
sosnowskyi: epítet en honor al botànic rus Dmitri Ivanovitx Sosnovski (1885–1952).